# Rafiki (Band)
Rafiki ist eine deutsche Ska-Punk-Band aus Fladungen in Unterfranken und wurde 2002 gegründet. Nach ihrer zwischenzeitlichen Auflösung im Dezember 2019 veröffentlichte die Band zwei Jahre später eine neue EP und spielt seit Sommer 2022 wieder Konzerte.

## Geschichte
2002 gründeten die fünf Schulfreunde Bastian Reukauf („Reu Rakete“), Lorenz Hüttner, Stefan Burkhardt („Spritus“), Andreas Dietz und Felix Hoch die Ska-Punk-Band Rafiki.
Ein Jahr nach ihrer Gründung veröffentlichte Rafiki ihr erstes Album Tanzmusik, das in kompletter Eigenregie produziert und vermarktet wurde. Stilistisch bewegte man sich noch eher im Deutschrock- und Punkbereich mit Ska-Einfluss. Es wurden vor allem Konzerte in der Region Rhön-Grabfeld gegeben.
Im Jahre 2005 produzierte Rafiki die EP Kein Sklave und ein Jahr später das Album Mit Pauken und Trompeten. Letzteres wurde von dem Label „Bad Land Records“ aus München veröffentlicht. Die Band ist seitdem auch überregional unterwegs, um Konzerte zu geben.
2008 nahmen die Franken im Farida Studio bei Bremen ihre EP Ich bremse nicht für Bosse auf. Diese ging nicht in den Verkauf und war lediglich für Promozwecke vorgesehen. Mit der Aufnahme kam die Band bei der renommierten Booking Agentur „Extratours“ unter und erhielt gute Kritiken von der Fachpresse.
Kurz darauf verließ Posaunist Felix Hoch aus persönlichen Gründen die Band und wurde durch Sebastian Stäblein („Wulf“) ersetzt.
2009 war ein sehr turbulentes Jahr für die Band. In mehreren Anläufen wurde das Album Ich bremse nicht für Bosse eingespielt. Dieses ergänzt die gleichnamige EP zu einem kompletten Album und wurde wie die EP im Farida Studio nahe Bremen produziert. Kurz nachdem die Aufnahme beendet war, musste Schlagzeuger Stefan Burkhardt („Spritus“) die Band auf Grund eines bandinternen Streites verlassen. Ein Ersatz konnte jedoch schnell gefunden werden und so übernahm Michael Haubner („Michl“) die Rolle des Schlagzeugers. Auch musste wegen der Auseinandersetzung ein neuer Proberaum gefunden werden. Musikalisch ging es trotzdem weiter bergauf. So wurde „Rat Trap“ aus Trier zur neuen Booking-Agentur und mehrere Plattenlabels zeigten Interesse an Rafiki. Die Band entschied sich für die Hamburger Plattenfirma „Rotlicht Records“, bei der die neue CD Ich bremse nicht für Bosse unter dem Vertrieb durch „Broken Silence“ erschien.
Rafiki gibt mittlerweile Konzerte in ganz Deutschland und gilt in der deutschen Ska-Punk-Szene als feste Größe. Die Band spielte mit etlichen bekannten Bands wie zum Beispiel Mad Caddies, Less Than Jake, Rage, Slut, Itchy Poopzkid, Jennifer Rostock, Rantanplan und Dr. Ring-Ding.

## Stil
Der Inhalt der deutschen Texte ist breit gefächert, wobei des Öfteren gesellschaftliche Bedingungen kritisiert werden. Dies geschieht auf eine sehr zynische und humorvolle Art und Weise. Am Titel des 2010 erschienenen Albums „Ich bremse nicht für Bosse“ wird dies deutlich. In Verbindung mit der markanten Stimme des Sängers Bastian Reukauf („Reu Rakete“) und den Bläsersätzen ergibt sich der unverwechselbare Stil der Band.

## Diskografie

### Alben
- 12/2003: Tanzmusik
- 12/2006: Mit Pauken und Trompeten
- 04/2010: Ich bremse nicht für Bosse (Rotlicht Records)
- 04/2012: Mehr (Rotlicht Records)
- 12/2015: Egoist (Rotlicht Records)

### EPs
- 09/2005: Kein Sklave
- 01/2008: Ich bremse nicht für Bosse
- 09/2013: De-Evolution
- 12/2017: Die Immer Ich EP
- 12/2021: Gute alte Nacht[2]

### Samplerbeiträge
- Schulhof CD – Für Demokratie und Toleranz
- New Rock
- Skannibal Party Vol. 8
- OX Fanzine #89